# Europese auto in 2010
Dit artikel geeft een overzicht van alle Europese personenwagens die in 2010 op de markt kwamen. De auto's staan alfabetisch gerangschikt per merk.
| Abarth |                  | concern:       | Fiat S.p.A. Italië |
| Abarth | divisie:         |                |                    |
| Abarth | merk:            | Abarth Italië  |                    |
| Abarth | model:           | 500C cabriolet |                    |
| Abarth | einde productie: | 2014           |                    |
| Abarth | productieaantal: | ?              |                    |

| Abarth |                  | concern:      | Fiat S.p.A. Italië |
| Abarth | divisie:         |               |                    |
| Abarth | merk:            | Abarth Italië |                    |
| Abarth | model:           | Punto Evo     |                    |
| Abarth | einde productie: | 2015          |                    |
| Abarth | productieaantal: | ?             |                    |

| Alfa Romeo |                  | concern:                 | Fiat S.p.A. Italië |
| Alfa Romeo | divisie:         |                          |                    |
| Alfa Romeo | merk:            | Alfa Romeo Italië        |                    |
| Alfa Romeo | model:           | Giulietta (3e generatie) |                    |
| Alfa Romeo | einde productie: | 2020                     |                    |
| Alfa Romeo | productieaantal: | 469.067                  |                    |

| Aston Martin |                  | concern:                         | onafhankelijk |
| Aston Martin | divisie:         |                                  |               |
| Aston Martin | merk:            | Aston Martin Verenigd Koninkrijk |               |
| Aston Martin | model:           | Rapide / Rapide S – coupé        |               |
| Aston Martin | einde productie: | 2020                             |               |
| Aston Martin | productieaantal: | ca. 2200 (Europa)                |               |

| Audi |                  | concern:          | Volkswagen AG Duitsland |
| Audi | divisie:         |                   |                         |
| Audi | merk:            | Audi Duitsland    |                         |
| Audi | model:           | A1 (1e generatie) |                         |
| Audi | einde productie: | 2018              |                         |
| Audi | productieaantal: | ca. 910.000       |                         |

| Audi |                  | concern: | Volkswagen AG Duitsland |
| Audi | divisie:         | |                         |
| Audi | merk:            | Audi Duitsland |                         |
| Audi | model:           | S5 Sportback vijfdeurhatchback (1e generatie; sportieve variant van de A5) RS5 coupé (1e generatie; krachtiger variant van de A5) |                         |
| Audi | einde productie: | 2016 (S5), 2015 (RS5) |                         |
| Audi | productieaantal: | ? |                         |

| Audi |                  | concern:                    | Volkswagen AG Duitsland |
| Audi | divisie:         |                             |                         |
| Audi | merk:            | Audi Duitsland              |                         |
| Audi | model:           | A7 Sportback (1e generatie) |                         |
| Audi | einde productie: | 2017                        |                         |
| Audi | productieaantal: | ?                           |                         |

| Audi |                  | concern:              | Volkswagen AG Duitsland |
| Audi | divisie:         |                       |                         |
| Audi | merk:            | Audi Duitsland        |                         |
| Audi | model:           | A8/A8L (3e generatie) |                         |
| Audi | einde productie: | 2013                  |                         |
| Audi | productieaantal: | ?                     |                         |

| Audi |                  | concern:                 | Volkswagen AG Duitsland |
| Audi | divisie:         |                          |                         |
| Audi | merk:            | Audi Duitsland           |                         |
| Audi | model:           | R8 Spyder (1e generatie) |                         |
| Audi | einde productie: | 2016                     |                         |
| Audi | productieaantal: | ca. 7000                 |                         |

| Benarrow |                  | concern:                                                                       | onafhankelijk |
| Benarrow | divisie:         |                                                                                |               |
| Benarrow | merk:            | Benarrow Duitsland                                                             |               |
| Benarrow | model:           | PB5 (gebaseerd op de 1e generatie Audi S5; in het Verenigd Koninkrijk gebouwd) |               |
| Benarrow | einde productie: | 2011                                                                           |               |
| Benarrow | productieaantal: | 3                                                                              |               |

| Bentley |                  | concern:                    | Volkswagen AG Duitsland |
| Bentley | divisie:         |                             |                         |
| Bentley | merk:            | Bentley Verenigd Koninkrijk |                         |
| Bentley | model:           | Mulsanne                    |                         |
| Bentley | einde productie: | 2020                        |                         |
| Bentley | productieaantal: | ruim 7300                   |                         |

| BMW |                  | concern:                             | onafhankelijk |
| BMW | divisie:         |                                      |               |
| BMW | merk:            | BMW Duitsland                        |               |
| BMW | model:           | 5-serie Touring (F11) (6e generatie) |               |
| BMW | einde productie: | 2017                                 |               |
| BMW | productieaantal: | ?                                    |               |

| BMW |                  | concern:          | onafhankelijk |
| BMW | divisie:         |                   |               |
| BMW | merk:            | BMW Duitsland     |               |
| BMW | model:           | X3 (2e generatie) |               |
| BMW | einde productie: | 2017              |               |
| BMW | productieaantal: | ?                 |               |

| Citroën Peugeot |                  | concern:                                                                                                 | PSA Peugeot Citroën Frankrijk |
| Citroën Peugeot | divisie:         | |                               |
| Citroën Peugeot | merk:            | Citroën en Peugeot Frankrijk                                                                             |                               |
| Citroën Peugeot | model:           | C-Zero (Citroën) en iOn (Peugeot) elektrische stadsauto (1 generatie; badge-engineered Mitsubishi iMiEV) |                               |
| Citroën Peugeot | einde productie: | 2020 |                               |
| Citroën Peugeot | productieaantal: | 14.328 C-Zero en 13.827 iOn (verkocht in Europa)                                                         |                               |

| Citroën |                  | concern:                            | PSA Peugeot Citroën Frankrijk |
| Citroën | divisie:         |                                     |                               |
| Citroën | merk:            | Citroën Frankrijk                   |                               |
| Citroën | model:           | C4 vijfdeurhatchback (2e generatie) |                               |
| Citroën | einde productie: | 2020                                |                               |
| Citroën | productieaantal: | ca. 610.000 (alle varianten)        |                               |

| Citroën |                  | concern:                           | PSA Peugeot Citroën Frankrijk |
| Citroën | divisie:         |                                    |                               |
| Citroën | merk:            | Citroën, DS (vanaf 2016) Frankrijk |                               |
| Citroën | model:           | DS3 / 3 (1e generatie)             |                               |
| Citroën | einde productie: | 2019                               |                               |
| Citroën | productieaantal: | ?                                  |                               |

| Dacia |                  | concern:              | Renault Frankrijk |
| Dacia | divisie:         |                       |                   |
| Dacia | merk:            | Dacia Roemenië        |                   |
| Dacia | model:           | Duster (1e generatie) |                   |
| Dacia | einde productie: | 2017 (Europa)         |                   |
| Dacia | productieaantal: | meer dan 1 miljoen    |                   |

| FIAT |                  | concern:            | onafhankelijk |
| FIAT | divisie:         |                     |               |
| FIAT | merk:            | FIAT Italië         |               |
| FIAT | model:           | 500C (3e generatie) |               |
| FIAT | einde productie: | 2024                |               |
| FIAT | productieaantal: | ?                   |               |

| FIAT |                  | concern:             | onafhankelijk |
| FIAT | divisie:         |                      |               |
| FIAT | merk:            | FIAT Italië          |               |
| FIAT | model:           | Doblò (2e generatie) |               |
| FIAT | einde productie: | 2022                 |               |
| FIAT | productieaantal: | ?                    |               |

| Ford |                  | concern:                                                 | Ford Motor Company Verenigde Staten |
| Ford | divisie:         | Ford of Europe Duitsland                                 |                                     |
| Ford | merk:            | Ford Verenigde Staten                                    |                                     |
| Ford | model:           | C-Max (2e generatie; gebaseerd op de 3e generatie Focus) |                                     |
| Ford | einde productie: | 2019                                                     |                                     |
| Ford | productieaantal: | ?                                                        |                                     |

| Jaguar |                  | concern:                                                                                       | Tata India |
| Jaguar | divisie:         |                                                                                                |            |
| Jaguar | merk:            | Jaguar Verenigd Koninkrijk                                                                     |            |
| Jaguar | model:           | XJ sedan / XJL verlengde wielbasis (4e generatie; de krachtiger XJR-variant verscheen in 2013) |            |
| Jaguar | einde productie: | 5 juli 2019                                                                                    |            |
| Jaguar | productieaantal: | ruim 120.000                                                                                   |            |

| Kia |                  | concern:                                                                    | Hyundai Zuid-Korea |
| Kia | divisie:         | Kia Motors Europe Duitsland                                                 |                    |
| Kia | merk:            | Kia Zuid-Korea                                                              |                    |
| Kia | model:           | Venga kleine mpv (1 generatie; in Slowakije gebouwd voor de Europese markt) |                    |
| Kia | einde productie: | 2018                                                                        |                    |
| Kia | productieaantal: | 278.843 (verkocht in Europa)                                                |                    |

| Koenigsegg |                  | concern:                 | onafhankelijk |
| Koenigsegg | divisie:         |                          |               |
| Koenigsegg | merk:            | Koenigsegg Zweden        |               |
| Koenigsegg | model:           | Agera / One:1 sportwagen |               |
| Koenigsegg | einde productie: | 2018                     |               |
| Koenigsegg | productieaantal: | 64                       |               |

| Maserati |                  | concern:                                                                       | FIAT S.p.A. Italië |
| Maserati | divisie:         |                                                                                |                    |
| Maserati | merk:            | Maserati Italië                                                                |                    |
| Maserati | model:           | GranCabrio cabriolet (1e generatie; variant van de GranTurismo-coupé uit 2007) |                    |
| Maserati | einde productie: | 2019                                                                           |                    |
| Maserati | productieaantal: | 11.715                                                                         |                    |

| Maybach |                  | concern: | Daimler Duitsland |
| Maybach | divisie:         | |                   |
| Maybach | merk:            | Maybach Duitsland |                   |
| Maybach | model:           | 57S Cruisero coupé (variant van de 57S sedan uit 2005 – zelf een variant van de 57 uit 2002 – door carrosseriebouwer Xenatec) |                   |
| Maybach | einde productie: | 2011 |                   |
| Maybach | productieaantal: | ca. 8 |                   |

| Mercedes-Benz |                  | concern:                                                               | Daimler Duitsland |
| Mercedes-Benz | divisie:         |                                                                        |                   |
| Mercedes-Benz | merk:            | Mercedes-Benz Duitsland                                                |                   |
| Mercedes-Benz | model:           | E-Klasse cabriolet (A207; afgeleid van de 4e generatie coupé uit 2009) |                   |
| Mercedes-Benz | einde productie: | 2017                                                                   |                   |
| Mercedes-Benz | productieaantal: | ?                                                                      |                   |

| Mercedes-Benz |                  | concern:                              | Daimler Duitsland |
| Mercedes-Benz | divisie:         |                                       |                   |
| Mercedes-Benz | merk:            | Mercedes-Benz Duitsland               |                   |
| Mercedes-Benz | model:           | SLS AMG Coupé (C197; 1 generatie)     |                   |
| Mercedes-Benz | einde productie: | augustus 2014                         |                   |
| Mercedes-Benz | productieaantal: | 8114 (exclusief de roadster uit 2011) |                   |

| Mini |                  | concern:                                                                             | BMW Duitsland |
| Mini | divisie:         |                                                                                      |               |
| Mini | merk:            | Mini Verenigd Koninkrijk                                                             |               |
| Mini | model:           | Countryman cross-over (1e generatie; variant van de 2e generatie hatchback uit 2007) |               |
| Mini | einde productie: | eind 2016                                                                            |               |
| Mini | productieaantal: | 250.000 (t/m 12 maart 2013)                                                          |               |

| Noble |                  | concern:                                                      | onafhankelijk |
| Noble | divisie:         |                                                               |               |
| Noble | merk:            | Noble Verenigd Koninkrijk                                     |               |
| Noble | model:           | M600 coupé-sportwagen (de cabrioletvariant verscheen in 2016) |               |
| Noble | einde productie: | 2016                                                          |               |
| Noble | productieaantal: | ca. 30                                                        |               |

| Opel Vauxhall |                  | concern:                                                                           | General Motors Verenigde Staten |
| Opel Vauxhall | divisie:         |                                                                                    |                                 |
| Opel Vauxhall | merk:            | Opel Duitsland en Vauxhall Verenigd Koninkrijk                                     |                                 |
| Opel Vauxhall | model:           | Astra Sports Tourer stationwagen (4e generatie; variant van de hatchback uit 2009) |                                 |
| Opel Vauxhall | einde productie: | 2015                                                                               |                                 |
| Opel Vauxhall | productieaantal: | ?                                                                                  |                                 |

| Opel Vauxhall |                  | concern:                                                             | General Motors Verenigde Staten |
| Opel Vauxhall | divisie:         |                                                                      |                                 |
| Opel Vauxhall | merk:            | Opel Duitsland en Vauxhall Verenigd Koninkrijk                       |                                 |
| Opel Vauxhall | model:           | Meriva kleine mpv (2e generatie; gebaseerd op de 4e generatie Corsa) |                                 |
| Opel Vauxhall | einde productie: | 2017                                                                 |                                 |
| Opel Vauxhall | productieaantal: | ca. 500.000 (verkocht in Europa)                                     |                                 |

| Peugeot |                  | concern:          | PSA Peugeot Citroën Frankrijk |
| Peugeot | divisie:         |                   |                               |
| Peugeot | merk:            | Peugeot Frankrijk |                               |
| Peugeot | model:           | 508               |                               |
| Peugeot | einde productie: | ?                 |                               |
| Peugeot | productieaantal: | ?                 |                               |

| Peugeot |                  | concern:                     | PSA Peugeot Citroën Frankrijk |
| Peugeot | divisie:         |                              |                               |
| Peugeot | merk:            | Peugeot Frankrijk            |                               |
| Peugeot | model:           | RCZ sportcoupé (1 generatie) |                               |
| Peugeot | einde productie: | 18 september 2015            |                               |
| Peugeot | productieaantal: | 67.915                       |                               |

| Porsche |                  | concern:                   | onafhankelijk |
| Porsche | divisie:         |                            |               |
| Porsche | merk:            | Porsche Duitsland          |               |
| Porsche | model:           | Cayenne suv (2e generatie) |               |
| Porsche | einde productie: | 2017                       |               |
| Porsche | productieaantal: | ca. 462.000                |               |

| Renault |                  | concern: | onafhankelijk |
| Renault | divisie:         | |               |
| Renault | merk:            | Renault Frankrijk |               |
| Renault | model:           | Latitude sedan (1 generatie; badge-engineered 3e generatie Samsung SM5 van Renault Samsung en in Zuid-Korea geproduceerd) |               |
| Renault | einde productie: | 2015 |               |
| Renault | productieaantal: | ? |               |

| Renault Opel Vauxhall |                  | concern: | Renault, Nissan en General Motors |
| Renault Opel Vauxhall | divisie:         | |                                   |
| Renault Opel Vauxhall | merk:            | Renault Frankrijk, Opel Duitsland en Vauxhall Verenigd Koninkrijk                                                                               |                                   |
| Renault Opel Vauxhall | model:           | Master bestelwagen / minibus (Renault; 3e generatie) Movano bestelwagen / minibus (2e generatie; badge-engineered variant van Opel en Vauxhall) |                                   |
| Renault Opel Vauxhall | einde productie: | 2021 (Movano), 2024 (Master) |                                   |
| Renault Opel Vauxhall | productieaantal: | ? |                                   |

| Renault |                  | concern:                                                                   | onafhankelijk |
| Renault | divisie:         |                                                                            |               |
| Renault | merk:            | Renault Frankrijk                                                          |               |
| Renault | model:           | Mégane CC coupé-cabriolet (variant van de 3e generatie hatchback uit 2008) |               |
| Renault | einde productie: | 2016                                                                       |               |
| Renault | productieaantal: | ?                                                                          |               |

| Renault |                  | concern:                                                                  | onafhankelijk |
| Renault | divisie:         |                                                                           |               |
| Renault | merk:            | Renault Frankrijk                                                         |               |
| Renault | model:           | Wind roadster (1 generatie; gebaseerd op de 2e generatie Twingo uit 2007) |               |
| Renault | einde productie: | eind 2012                                                                 |               |
| Renault | productieaantal: | 14.370                                                                    |               |

| Saab |                  | concern: | Spyker Cars Nederland |
| Saab | divisie:         | |                       |
| Saab | merk:            | Saab Zweden |                       |
| Saab | model:           | 9-5 sedan (2e generatie; de SportCombi stationwagen zou in 2011 op de markt zijn gekomen als het merk niet failliet was gegaan, waardoor er slechts 27 in voorserie van zijn gemaakt) |                       |
| Saab | einde productie: | 2011 |                       |
| Saab | productieaantal: | 8883 (t/m 2010) |                       |

| SEAT |                  | concern:                                                               | Volkswagen AG Duitsland |
| SEAT | divisie:         |                                                                        |                         |
| SEAT | merk:            | SEAT Spanje                                                            |                         |
| SEAT | model:           | Ibiza ST stationwagen (variant van de 4e generatie hatchback uit 2008) |                         |
| SEAT | einde productie: | 2017                                                                   |                         |
| SEAT | productieaantal: | ?                                                                      |                         |

| Škoda |                  | concern:                                                                  | Volkswagen AG Duitsland |
| Škoda | divisie:         |                                                                           |                         |
| Škoda | merk:            | Škoda Tsjechië                                                            |                         |
| Škoda | model:           | Superb Combi stationwagen (variant van de 2e generatie liftback uit 2008) |                         |
| Škoda | einde productie: | 2015                                                                      |                         |
| Škoda | productieaantal: | ?                                                                         |                         |

| Volkswagen SEAT |                  | concern:                                                                             | Volkswagen AG Duitsland |
| Volkswagen SEAT | divisie:         |                                                                                      |                         |
| Volkswagen SEAT | merk:            | Volkswagen Duitsland en SEAT Spanje                                                  |                         |
| Volkswagen SEAT | model:           | Sharan mpv (2e generatie) Alhambra (2e generatie; badge-engineered variant van SEAT) |                         |
| Volkswagen SEAT | einde productie: | maart 2020 (Alhambra); 2022 (Sharan)                                                 |                         |
| Volkswagen SEAT | productieaantal: | ruim 300.000 Sharan en 200.000 Alhambra (verkocht in Europa)                         |                         |

| Volkswagen |                  | concern:             | onafhankelijk |
| Volkswagen | divisie:         |                      |               |
| Volkswagen | merk:            | Volkswagen Duitsland |               |
| Volkswagen | model:           | Touareg              |               |
| Volkswagen | einde productie: | ?                    |               |
| Volkswagen | productieaantal: | ?                    |               |

| Volkswagen |                  | concern:             | onafhankelijk |
| Volkswagen | divisie:         |                      |               |
| Volkswagen | merk:            | Volkswagen Duitsland |               |
| Volkswagen | model:           | Touran               |               |
| Volkswagen | einde productie: | ?                    |               |
| Volkswagen | productieaantal: | ?                    |               |

| Volvo |                  | concern:     | Ford Motor Company Verenigde Staten |
| Volvo | divisie:         |              |                                     |
| Volvo | merk:            | Volvo Zweden |                                     |
| Volvo | model:           | S60          |                                     |
| Volvo | einde productie: | ?            |                                     |
| Volvo | productieaantal: | ?            |                                     |